# 朱全昱
朱全昱（？—916年），砀山人，中国五代十国后梁开国皇帝朱温的大哥，封廣王，原名朱昱。
朱温年少时父亲朱诚去世且贫困，与哥哥朱全昱、朱存随母亲王氏依靠萧县刘崇家为生。893年，朱温长子朱友裕被朱友恭诬陷的时候，躲到砀山伯父家里。905年二月戊戌，唐昭宣帝以安南節度使、同平章事朱全昱為太師，致仕。
朱全昱聽說朱温要篡位，问朱温：“朱三！你以為可以當天子嗎？”907年，朱全忠取代唐朝即位後梁皇帝，封大哥为广王。朱温即位后，朱家宗亲一起喝酒赌博，酒酣耳熱的時候，朱全昱忽然把玉骰子大力地击入盆中，把骰子都打破，斜视朱温说：“朱三，你本是砀山的一介草民，跟随黄巢造反，唐朝天子還任用你为四個藩鎮的节度使，富贵到了極點了，怎麼一夕之間灭了唐朝三百年的社稷，自称帝王！我們都要被族灭了，还賭甚麼博啊！”朱全昱不经常在京城汴梁，多在老家居住。儿子朱友谅进祥瑞之麦，一茎三穗給朱溫，朱温大怒：“今年宋州淹大水了，你拿這給我幹嘛？”氣得把朱友谅罷官，軟禁起來。朱温卧病，朱全昱来探病，抱著朱温恸哭；朱温放了朱友谅，使朱友諒与朱全昱一起东归。朱友珪杀害朱温，封朱全昱为宋州节度使。916年正月，朱全昱病故。末帝朱友贞追贈伯父尚书令，谥号德靖，以衡王朱友谅嗣封广王。宋太宗至道年间，单州有自称广王朱全昱之后代与尼姑爭訟田產，宋朝史官说：“難道是他的一言之善，就得以保留了後嗣嗎？”

## 子
- 衡王朱友諒
- 惠王朱友能
- 邵王朱友誨

## 延伸阅读
[在维基数据编辑]
 《舊五代史·卷12》，出自薛居正《舊五代史》
 《新五代史·卷13》，出自歐陽修《新五代史》